# Таласки Алатау
Таласки Алатау или Таласки Алатоо (на киргизки: Талас Ала-Тоосу; на казахски: Талас Алатауы; на руски: Таласский Алатау, Таласский Алатоо) е планински хребет в северозападната част на Тяншан, разположен на територията на Киргизстан (Таласка, Джалалабадска и Чуйска област), Узбекистан (Ташкентска област) и Казахстан (Южноказахстанска и Жамбълска област). Простира се от запад на изток на протежение около 270 km, като загражда от юг Таласката долина. Негово северозападно продължение е хребета Каратау, а на югозапад от гребенът му се отделят успоредните един на друг хребети Угамски, Пскемски и Чаткалски. На юг чрез прохода Окум се свързва с Ферганския хребет, на югоизток чрез прохода Алабел (3184 m) – с хребета Сусамиртау, а на изток чрез прохода Каракол Ашуу (3647 m) – с Киргизкия хребет. Максимална височина връх Манас 4482 m, (42°18′32″ с. ш. 71°08′38″ и. д. / 42.308889° с. ш. 71.143889° и. д.), разположена в западната му част, в Таласка област. Изграден е основно от метаморфни шисти и гранити. Таласки Алатау се явява вододел между водосборните басейни на реките Талас на север и Сърдаря на юг. На север текат къси и бурни леви притоци (Уч Кошай, Чирканак, Бешташ, Ур Марал, Кюмюш Так, Кара Буура, Суулу Бакаир, Кашка Суу и др.) на река Талас, а на юг – много по-дълги десни притоци (Чичкан, Узун Акмат, Чаткал, Пскем, Арис и др.) на реките Нарин и Сърдаря. Гребенът му е скалист и има малки ледници. Билните му части са заети от каменисти високопланински ландшафти и субалпийски и алпийски пасища, а склоновете му – от лесо-ливадно-степни ландшафти.

## Топографска карта
- К-42-Б М 1:500000[2]
- К-43-А М 1:500000[3]